# Chlorops lucidifrons
Chlorops lucidifrons är en tvåvingeart som först beskrevs av Becker 1903.  Chlorops lucidifrons ingår i släktet Chlorops och familjen fritflugor. Inga underarter finns listade i Catalogue of Life.